# مک‌کوسلاند (آیووا)
مک‌کوسلاند (به انگلیسی: McCausland) شهری در ایالت آیووا کشور ایالات متحده آمریکا است که جمعیت آن در سرشماری سال ۲۰۱۰ میلادی، ۲۹۱ نفر بوده‌است.